# Aston Hall
Aston Hall je jakobínský dům v Astonu v Birminghamu, v Anglii, který navrhl John Thorpe a který byl postaven v letech 1618 až 1635. Je to ukázkový příklad jakobínského sídla a je památkově chráněn.
V roce 1864 byl dům koupen společností Birmingham Corporation a stal se prvním historickým venkovským domem, který přešel do obecního vlastnictví a je stále vlastněn městskou radou v Birminghamu. Nyní je zde komunitní muzeum spravované Birmingham Museums Trust a je otevřené pro veřejnost v letních měsících (po rozsáhlé rekonstrukci dokončené v roce 2009).

## Historie
John Thorpe ho navrhl pro sira Thomase Holta. Stavba začala v dubnu 1618, Thomas Holte se přestěhoval v roce 1631 a dům byl dokončen v dubnu 1635. Byl vážně poškozen po útoku parlamentních jednotek v roce 1643; některé škody jsou stále zřejmé. Na schodišti je díra od dělové koule, která proletěla přes okno, otevřenými dveřmi až k zábradlí. Dům zůstal v rodině až do roku 1817, kdy byl prodán a pronajímán Jamesem Wattem Jr., synem průmyslového průkopníka Jamese Watta. Byl pak koupen v roce 1858 soukromou společností (Aston Hall a Park Company Ltd) jako veřejný park a muzeum. Po finančních obtížích byl v roce 1864 odkoupen Birminghamskou korporací a přešel do obecního vlastnictví.
Několik let po roce 1878 byly po požáru přesunuty sbírky umění a muzeum zbraní do Aston Hall. Ve dvacátých letech 20. století měla Birmingham Corporation finanční potíže a musela si vybrat mezi záchranou Aston Hall a nedalekého Perry Hall. Aston Hall byl zachráněn a v roce 1927 navrhla The Birmingham Civic Society úpravy zahrady, které město realizovalo s pracovními silami nezaměstnaných a státními dotacemi. Schéma však zahrnovalo fontány, terasy a kamenné urny a sochu Pana od Williama Bloyea, které Civic Society zaplatila sama. V roce 1934 byla dokončená práce představena Výboru městských parků a odhalena sirem Gilbertem Barlingem.